# بروس روبنسون
بروس روبنسون (بالإنجليزية: Bruce Robinson)‏ (و. 1946 – م) هو ممثل، ومخرج سينمائي، وكاتب سيناريو، وكاتِب، من المملكة المتحدة.

## التعليم
تعلم في المدرسة المركزية للخطابة والدراما ‏.

## جوائز وترشيحات
حصل على جوائز منها:
- جائزة نقابة الكتاب الأمريكية.

ترشح لـ:
- جائزة الأوسكار لأفضل كتابة "سيناريو مقتبس"، عن عمل: حقول القتل.

## وصلات خارجية
- بروس روبنسون على موقع IMDb (الإنجليزية)
- بروس روبنسون على موقع ألو سيني (الفرنسية)
- بروس روبنسون على موقع أول موفي (الإنجليزية)
- بروس روبنسون على موقع قاعدة بيانات الأفلام السويدية (السويدية)
- بروس روبنسون على موقع قاعدة بيانات الفيلم (الإنجليزية)
- بروس روبنسون على موقع كينوبويسك (الروسية)